# 바르젤로 미술관

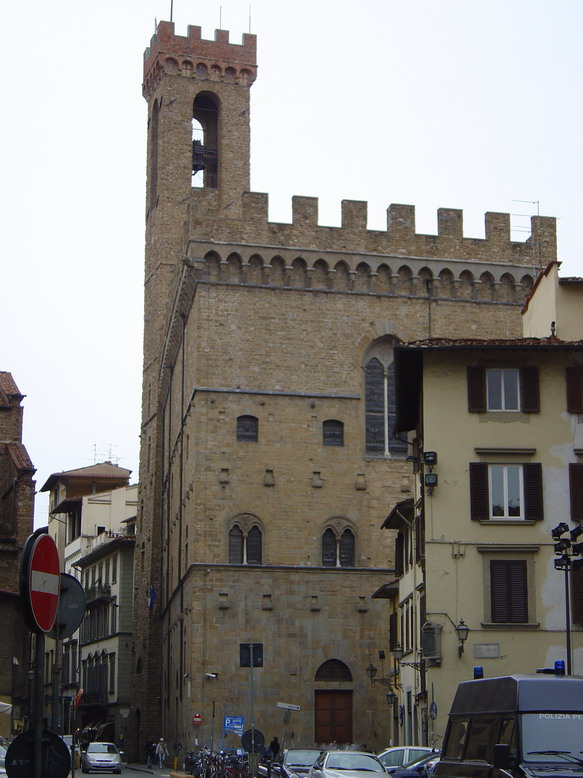
바르젤로 미술관

바르젤로 미술관(Museo nazionale del Bargello)은 이탈리아 피렌체에 있는 미술관으로, 시뇨리아 광장 동쪽에 위치하고 있다.